# 拉烏尼翁 (蘇克雷省)
8°51′38″N 75°16′50″W / 8.86056°N 75.2806°W

拉烏尼翁（西班牙語：La Unión），是哥倫比亞的城鎮，位於該國北部蘇克雷省，距離辛塞萊霍82公里，海拔高度70米，面積234平方公里，主要經濟活動有農業、畜牧業和商業。